# داميان ريان
داميان ريان (بالإنجليزية: Damien Ryan)‏ مواليد 20 سبتمبر 1979، هو لاعب كرة سلة أسترالي بدأ مسيرته الاحترافية في سنة 1998 يلعب مع فريق بالاكانسترو فاريزي في ليغا باسكيت الدرجة الأولى.

## فرق لعب لها
- بالاكانسترو فاريزي

## روابط خارجية
- داميان ريان على موقع الاتحاد الدولي لكرة السلة (الإنجليزية)
- داميان ريان على موقع كرة السلة الأوروبية.كوم (الإنجليزية)
- داميان ريان على موقع ريلجم (الإنجليزية)
- داميان ريان على موقع بروبوليرز (الإنجليزية)
- داميان ريان على موقع سبورتس رفرنس (الإنجليزية)